# Ehrenfriedhof am Maschsee-Nordufer

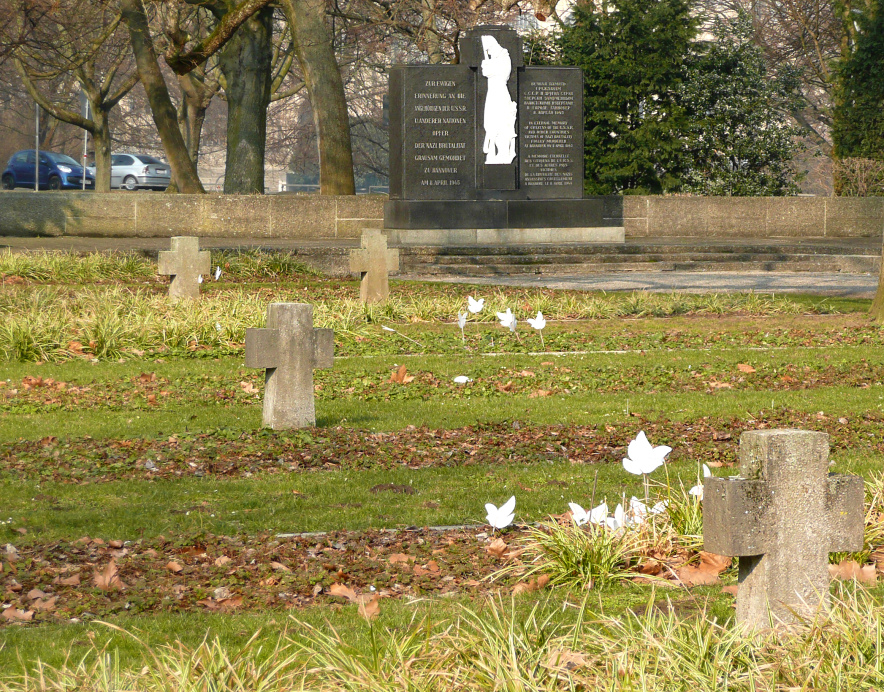
Der Ehrenfriedhof mit kleinen Friedenstauben geschmückt, 2011

Der Ehrenfriedhof am Maschsee-Nordufer in Hannover ist ein 1945 angelegter, denkmalgeschützter Friedhof zu Ehren der insgesamt 526 Kriegsgefangenen und KZ-Häftlingen verschiedener Nationalitäten, darunter 154 Staatsbürger der ehemaligen Sowjetunion, die am 6. April 1945 von Angehörigen der Gestapo-Leitstelle in Hannover ermordet worden waren. Während diese Kriegsendeverbrechen der Nazis der Vertuschung von Unrecht und Grausamkeit dienen sollten, wurde mit der Anlage des Ehrenfriedhofes am Arthur-Menge-Ufer am Nordufer des Maschsees bewusst eine zentrale innerstädtische Lage hinter dem Neuen Rathaus zum Gedenken gewählt.

## Geschichte
Im von Deutschland verursachten Zweiten Weltkrieg waren allein im Bereich der Stadt Hannover mehr als 500 Lager eingerichtet worden für mehr als 60.000 Zwangsarbeiter, die vor allem in Rüstungsbetrieben arbeiten mussten. Außerdem gab es in Hannover sieben verschiedene Konzentrationslager als Außenlager des KZ Neuengamme für den Arbeitseinsatz von mehreren tausend Häftlingen (die Gesamtzahl der Häftlinge und die Zahl der dort zu Tode Gekommenen ließ sich nicht mehr ermitteln). Als wenige Wochen vor dem Ende des Krieges die westalliierten Truppen immer näher an Hannover heranrückten, wurden ab dem 6. April 1945 circa 4.500 noch gehfähige KZ-Häftlinge auf einen der sogenannten „Todesmärsche“ nach Bergen-Belsen geschickt. 1.016 kranke KZ-Häftlinge – vor allem aus den beiden Lagern in Stöcken (Continental und Akkumulatorenwerke) – wurden in Güterwagen verladen und dann in einer Scheune in der Nähe von Gardelegen von Angehörigen der SS erschossen.
Ebenfalls am 6. April 1945 wurden zahlreiche Menschen, darunter 154 zuvor im „Arbeitslager“ Lahde und im Polizeiersatzgefängnis Ahlem inhaftierte sowjetische Kriegs- und Zivilgefangene, von Ahlem aus auf einen Todesmarsch durch Hannover getrieben, während dessen einige Menschen entkommen konnten. Die übrigen mussten auf dem Seelhorster Friedhof selbst ihre Gräber ausheben, sich in Vierreihen aufstellen und wurden dann durch gezielten Kopfschuss durch Angehörige der Gestapo-Leitstelle in Hannover erschossen. Insgesamt wurden so 526 Zwangsarbeiter und KZ-Insassen ermordet. Nur der Häftling Peter Palnikow konnte dort noch seiner Ermordung und eiligen Verscharrung in Massengräbern entkommen.
Vier Tage später marschierten die Alliierten am 10. April 1945, nach Verhandlungen mit dem kommissarischen Bürgermeister Egon Bönner, nahezu kampflos in Hannover ein; Gauleiter Hartmann Lauterbacher hatte zwar noch wenige Tage zuvor per Funk einen Durchhalte-Appell verlesen, sich selbst aber dann in Richtung „Harzfestung“ kurzfristig „in Sicherheit“ gebracht.
Nachdem Peter Palnikow den Alliierten von den Ermordeten auf dem Seelhorster Friedhof berichtet hatte, ordnete der britische Stadtkommandant G. H. Lamb im Mai 1945 die Anlage des Ehrenfriedhofes am Maschsee an. Auf Befehl Lambs mussten am 2. Mai im Zuge einer Re-Education hochrangige hannoversche Nazis insgesamt 386 Leichen exhumieren und – ebenfalls auf Befehl – unter Zeugenschaft und im Beisein der hannoverschen Bevölkerung in einem Trauerzug zum neu angelegten Ehrenfriedhof geleiten.
Nur wenige der Getöteten konnten identifiziert werden, ihre Namen waren:
- Nadja Podmogilnaja[4]
- Nicolai Belozenko[4]
- Iwan Burba[4]
- Michael Masuskewiz[4]
- Iwan Sauszuk[4]
- Wassili Sednew[4]

Noch im selben Jahr wurde 1945 ein Gedenkstein nach Entwurf des sowjetischen Bildhauers Nikolai Muchin-Koloda aufgestellt, ausgeführt durch die Firma R. Lauschke & Co. in Einbeck. Die Inschrift wurde zwischen dem Stab für die Rückführung von Sowjetbürgern aus Hannover und Umgebung sowie dem Stadtkommandanten vereinbart und lautet in deutscher, russischer, englischer und französischer Sprache:

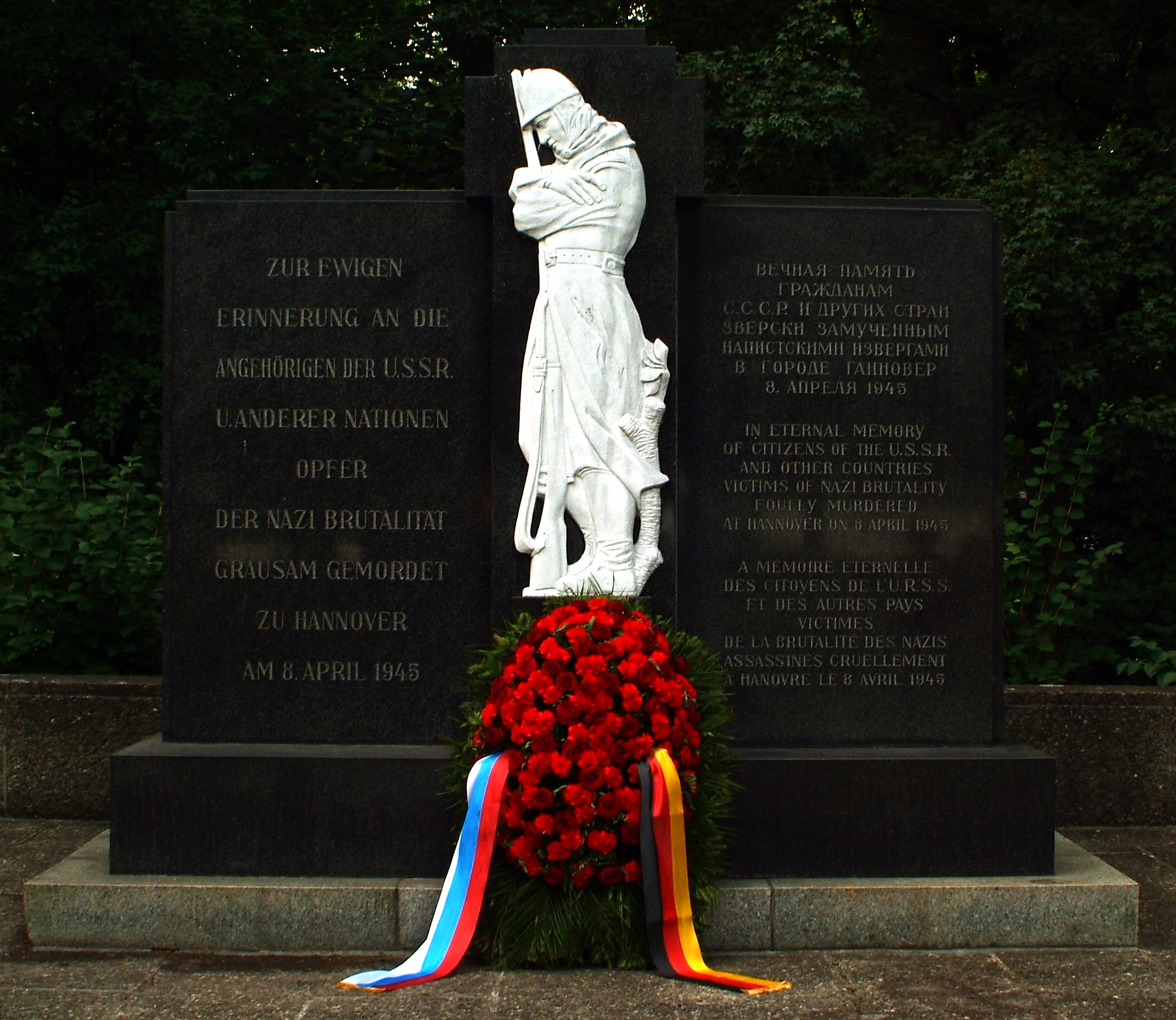
Gedenkstein von Nikolai Muchin-Koloda mit dem von Bundeskanzlerin Angela Merkel und Russlands Präsidenten Dmitri Medwedew 2011 niedergelegten Kranz

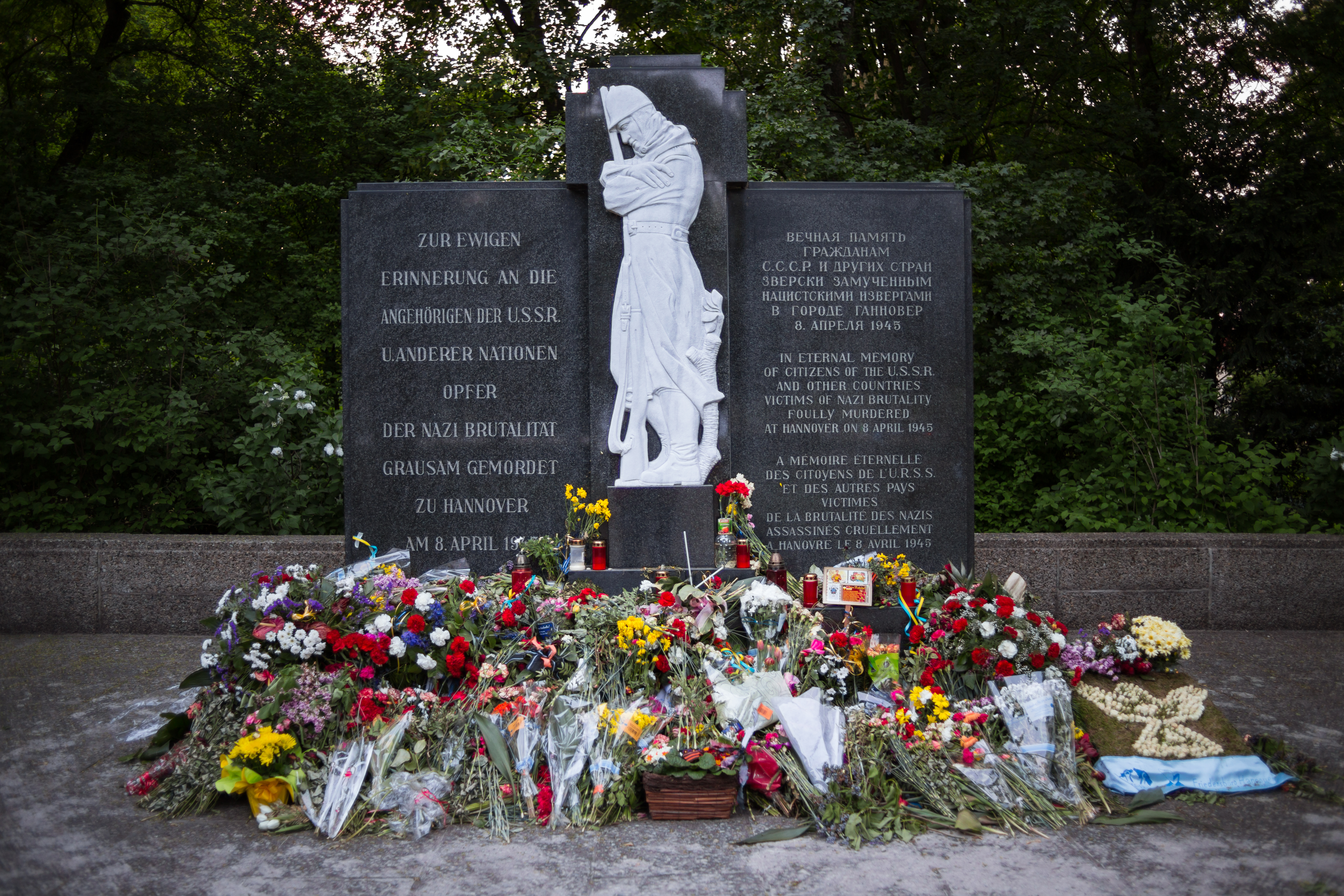
Niedergelegte Blumen, 2015

„Zur ewigen Erinnerung

an die Angehörigen der UDSSR

und anderer Nationen,

Opfer der Nazi-Brutalität.

Grausam gemordet

zu Hannover am 8. April 1945.“

Am 16. Oktober 1945 wurde der Ehrenfriedhof mit militärischer Zeremonie eingeweiht. Doch trotz der zentralen Lage wurde der Friedhof in der Folgezeit aus dem „öffentlichen Bewußtsein herausgedrängt und vergessen, der Ehrenfriedhof als „Russenfriedhof“ diffamiert.“ Seit 1947 wurde das Denkmal mehrfach mutwillig beschädigt, insbesondere die Gestalt des trauernden Jünglings war Ziel des Vandalismus.
Nach der Gründung der Bundesrepublik Deutschland wurde 1952, „wohl eine Folge des Kalten Krieges“, der das Denkmal ehemals bekrönende Sowjetstern entfernt. Seit demselben Jahr sowie seit 1965 existiert aufgrund der Gesetze zum Schutz der Kriegsgräber zwar ein Bestandsschutz für den gesamten Ehrenfriedhof. Doch schon in den 1950er Jahren wurden die Einzelgräber und deren Kenntlichmachung zugunsten von pflegeleichten Beetanlagen unkenntlich gemacht. Angehörige der Ermordeten erfuhren somit kaum noch, wo ihre Verwandten, die oftmals als verschollen galten, begraben wurden.
1980 wurde links vom Friedhofseingang eine Informationstafel installiert mit der Inschrift:

„Hier ruhen 154 sowjetische Soldaten, die am 8. April 1945, zwei Tage vor dem Einmarsch der amerikanischen Truppen in Hannover, auf dem Seelhorster Friedhof durch Angehörige der Geheimen Staatspolizei ermordet und in einem Massengrab verscharrt worden sind. Außerdem wurden hier 232 weitere Opfer des Nationalsozialismus beigesetzt, die sich in anderen Massengräbern auf dem Seelhorster Friedhof befanden. Bei ihnen handelt es sich um Häftlinge aus Konzentrationslagern in Hannover und um verschleppte Zwangsarbeiter aus Belgien, Frankreich, Griechenland, Italien, Jugoslawien, Niederlande, Polen und der Sowjetunion.“

Seit den 1980er Jahren fördern Initiativen, wie zum Beispiel diejenige der IG Metall oder später die Maschsee AG, eine stärkere Beschäftigung mit der Geschichte des Ortes. 1993 wurde durch das Aufstellen von Kreuz-Symbolen die Anlage überhaupt erst wieder äußerlich als Friedhof kenntlich gemacht. Seit dem Schuljahr 2007/2008 wurde von der Heinrich-Heine-Schule Hannover eine Patenschaft für den Ehrenfriedhof übernommen. Doch erst 2009 wurde durch eine neue Bepflanzung wieder Gräberreihen symbolisiert. 2010 wurde eine Gedenk- und Erinnerungstafel des Volksbundes Deutscher Kriegsgräberfürsorge installiert, in Kooperation mit der Heinrich-Heine-Schule Hannover und anderen.

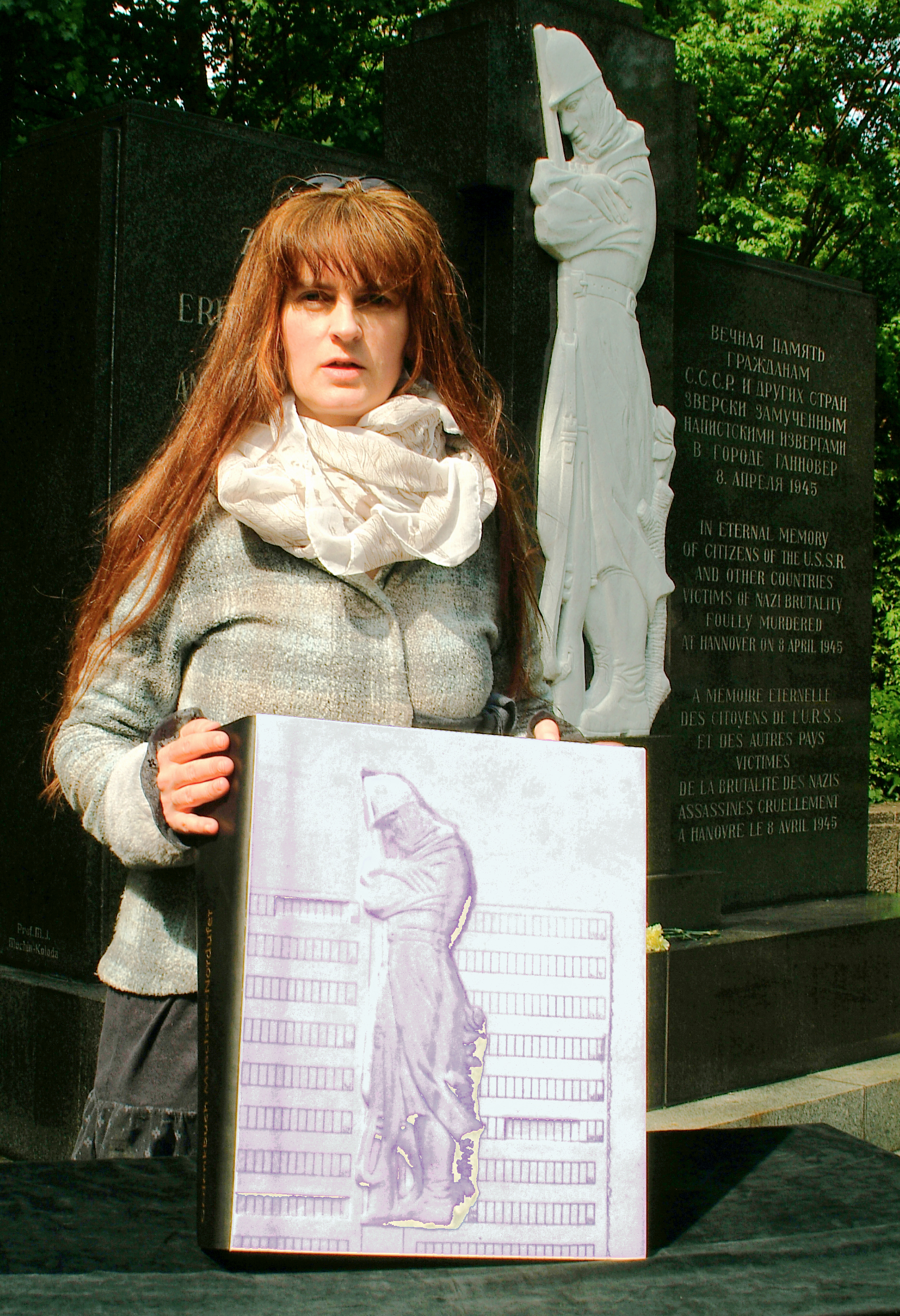
Janet von Stillfried am 8. Mai 2012 mit dem begonnenen Gedenkbuch

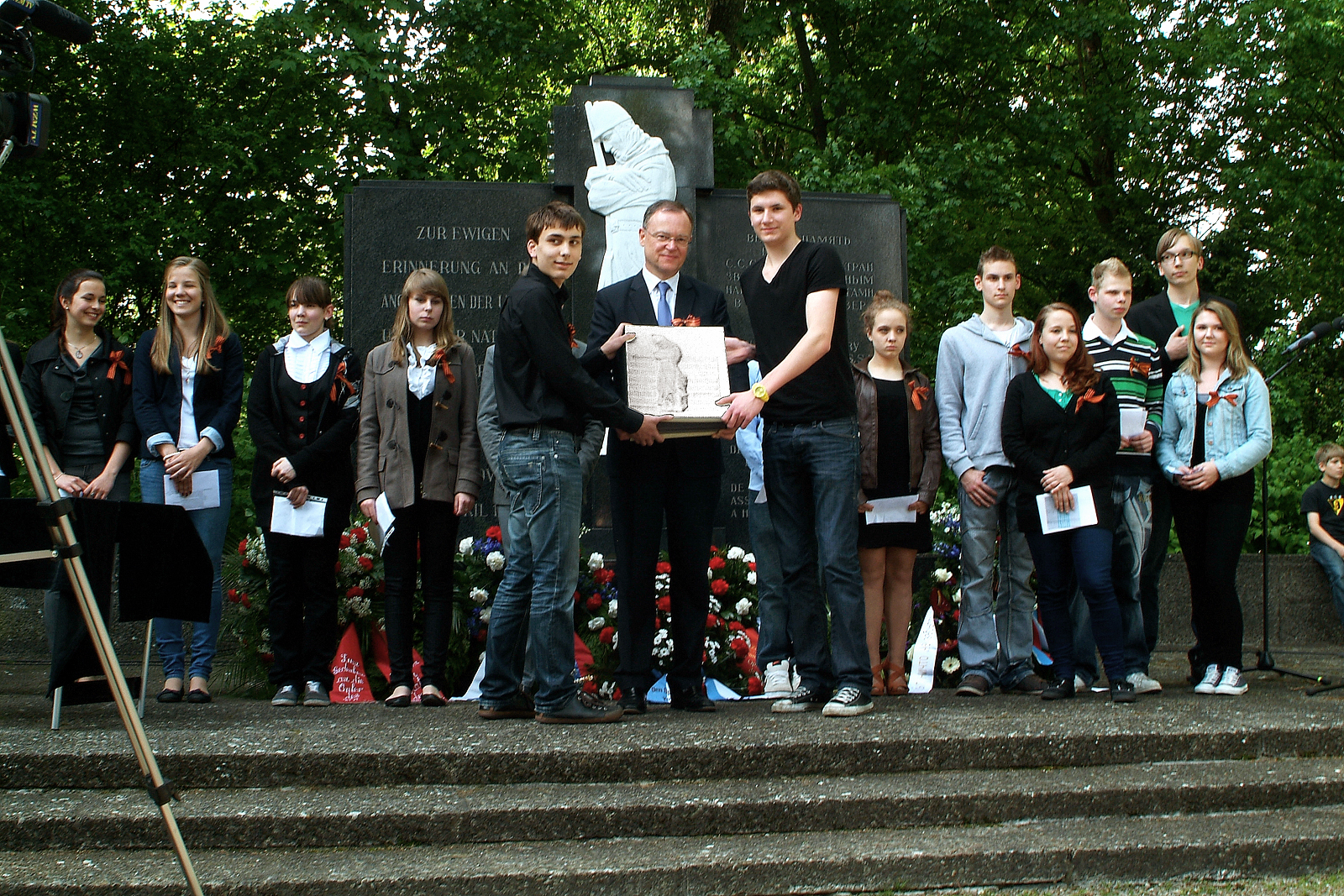
Im Jahr 2012: Oberbürgermeister Stephan Weil, Schüler des „Gymnasiums 192“ aus Sankt Petersburg, der St. Ursula-Schule Hannover und der Bertha-von Suttner-Schule Hannover mit dem Gedenkbuch

Erstmals 2011 haben sich „Jugendliche im Rahmen einer internationalen Jugendbegegnung mit einem europäischen Gedenken an die dort Begrabenen auseinandergesetzt.“ Die St. Ursula-Schule und die Bertha-von-Suttner-Schule haben ebenfalls eine Patenschaft für den Ehrenfriedhof übernommen und setzen sich, beispielsweise durch regelmäßige Pflegearbeiten, für dessen Erhalt ein.
Auch dem Stadtfriedhof Seelhorst erinnert eine Gedenkstele unter anderem an die Opfer der Erschießungen.
2015 wurde der Festumzug zur Eröffnung des Schützenfestes auf Wunsch von Schützenpräsident Paul-Eric Stolle erstmals am Ehrenfriedhof unterbrochen, die Musik gestoppt und die Fahnen gesenkt, um dort „der 526 Kriegsgefangenen und Gefangenen von Konzentrationslagern [zu] gedenken, die dort begraben liegen.“

## Gedenkbuch
Im Auftrag der Stadt Hannover hat die Historikerin Janet von Stillfried eine intensive Namens-Recherche betrieben, um die einzelnen Namen und Schicksale der auf dem Ehrenfriedhof begrabenen Opfer zu dokumentieren. Gemeinsam mit einer Buchbinderin entstand ein aufwendig gestaltetes Gedenkbuch – ein Opfer, eine (fortzuschreibende) Seite – das am 8. Mai 2012 dem Oberbürgermeister der Stadt übergeben wurde und dauerhaft dem Gedenken und der weiteren Forschung dienen soll. Insbesondere sollen so die Angehörigen der Getöteten die Spurensuche nach ihren Verwandten mithilfe des Buches aufnehmen können.

## Gedenkveranstaltungen
- Jährlich finden Gedenkveranstaltungen auf dem Ehrenfriedhof statt;[3]
  - am 8. Mai, dem Tag der Befreiung,[3] sowie
  - am 1. September, dem Antikriegstag.[3]

- Bei den deutsch-russischen Konsultationen am 18. Juli 2011 in Hannover ehrten Bundeskanzlerin Angela Merkel und Russlands Präsident Dmitri Medwedew die Toten mit einer Kranzniederlegung.[15][8]